# Robert Zimmermann (Judoka)
Robert Zimmermann (* 18. Juli 1987) ist ein ehemaliger deutscher Judoka.

## Sportliche Karriere
Zimmermann wurde von Detlef Ultsch in die Junioren-Nationalmannschaft berufen und war 2005 und 2006 Dritter der U20-Europameisterschaften in der Gewichtsklasse bis 90 Kilogramm. 2008 war er in dieser Gewichtsklasse Deutscher Meister. 2010 siegte er erneut bei den Deutschen Meisterschaften, nun aber in der Gewichtsklasse über 100 Kilogramm. Im Mai 2010 gewann er das Weltcup-Turnier in São Paulo. 2012 gewann er seinen dritten Deutschen Meistertitel. Bei den Europameisterschaften 2013 belegte er den siebten Platz, nachdem er im Viertelfinale gegen den Franzosen Teddy Riner unterlegen war. Im Juli 2013 gewann Zimmermann das Grand-Slam-Turnier in Moskau mit einem Finalsieg über den Deutschen Andreas Tölzer. Bei den Weltmeisterschaften 2013 in Rio de Janeiro schied er in seinem ersten Kampf gegen den Südkoreaner Kim Soo-whan aus.
In der Judo-Bundesliga kämpfte Robert Zimmermann für den Universitäts Judo- und Kampfsportclub Potsdam.